# Kapitän Mayuran
Kapitän Mayuran (bürgerlich Balasabapathy Thiyagarajah, Tamil தியாகராசா பாலசபாபதி; * 1. November 1970 in Point Pedro; † 11. November 1993 in Pooneryn) war ein tamilischer Kämpfer und persönlicher Leibwächter des LTTE-Anführers Velupillai Prabhakaran während des Bürgerkriegs in Sri Lanka. Er war an mehreren militärischen Operationen der Liberation Tigers of Tamil Eelam (LTTE) beteiligt.

## Leben
Balasabapathy Thiyagarajah wurde in Point Pedro im Norden Sri Lankas geboren.  
Kapitän Mayuran war der jüngere Bruder von Kapitän Morris, einem Regionalkommandeur der LTTE in Point Pedro, der bereits 1989 gefallen war.
Er besuchte das Vadamarachchi Hindu Girls' College sowie das Hartley College in Point Pedro.
Im Jahr 1987 trat er der LTTE bei und wurde in Sicherheitsaufgaben und militärischer Taktik ausgebildet. Er stieg zum persönlichen Sicherheitschef von LTTE-Anführer Velupillai Prabhakaran auf.
Mayuran fiel am 11. November 1993 bei der Schlacht von Pooneryn. Sein Leichnam wurde nie geborgen, die Umstände seines Todes blieben ungeklärt.

## Rezeption
Die LTTE verfügte über eine Eliteeinheit namens „Mayuran Sniper Unit“, die laut tamilischen Quellen nach Kapitän Mayuran benannt wurde.
Eine weitere tamilische Quelle beschreibt Mayuran als wichtigen Teil des persönlichen Sicherheitsteams von Velupillai Prabhakaran.